# Жозе Фернанду Віана ді Сантана
Жозе Фернанду Віана ді Сантана (порт. José Fernando Viana de Santana, нар. 27 березня 1987, Ріо-де-Жанейро) — бразильський футболіст, півзахисник клубу «Баїя».

## Досягнення

### Командні
«Фламенгу»
- Переможець Ліги Каріока (1) : 2008

### Індивідуальні
- Найкращий бомбардир чемпіонату Туреччини сезону 2014—2015 (22 голи)